# Асасини
Асасини, або Братство Асасинів (від араб. حشّاشينвірогідніше — вбивця) — таємна войовнича організація нізаритської гілки мусульманської секти ісмаїлітів. Виникла наприкінці ХІ століття і діяла на території Ірану, Сирії, Лівану та всьому світу до середини ХІІІ століття. Асасинам вдалося створити власну державну структуру, що складалася з низки фортець та володінь, розкиданих по землях Близького Сходу. Центром та столицею асасинів були Аламут та Масіаф.
Асасини широко застосовували шантаж і вбивства, особливо щодо правителів, та влади які завищували свої пріорітети та зловживали своєю владю .

## Етимологія назви
Наразі не існує точного тлумачення слова «асасин», найчастіше в словниках вказують, що слово походить від «вбивця», проте вірогідніше — це пізніше тлумачення.
Перше використання терміна Хашашин (حشيشية — той хто вбиває) датується 1123 роком. Фатімідський халіф Аль-Амір вживає його на позначення нізаритів в своєму листі до ісмаїлітів. Він вживає термін двічі, але не тлумачить його використання.
У 1183 році нізаритів знову називають Асасин. Цей термін вживає арабський історик Імадуддін аль-Ісфахані, але він теж не пояснює його вживання. Окрім того, він називає їх атеїстами та езотериками (в негативному сенсі).

## Походження
Додаткова інформація: Аламут

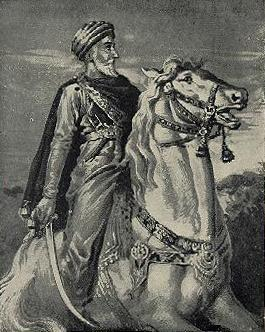
Художнє зображення. Хасан ібн Саббах.

Походження асасинів можна простежити тільки до першого хрестового походу, близько 1094 року в Аламуті, на північ від сучасного Ірану, під час кризи правонаступництва в фатімідському халіфаті. Важко отримати багато інформації про походження Асасинів, бо більшість ранніх джерел написані ворожими орденами, або засновані на легендах.[джерело?] Більшість джерел, які стосуються внутрішньої роботи ордена, були знищені при взятті фортеці Аламут, штаб-квартири Асасинів, що була зруйнована монголами в 1256 році.
Палкий прихильник ісмаїлітського вірування —Хасан ібн Саббах. Він був популярний в Каїрі, Сирії і більшості Близького Сходу, через що не мав браку послідовників. Використовуючи свою славу і популярність, Саббах заснував Орден Асасинів. Хоча його мотиви повністю невідомі, вважається, що орден був створений задля його власної політичної вигоди, а також задля помсти його ворогам. Через неспокій у Святій землі, який спричинили хрестові походи, Хасан Саббах виявився замішаний не лише в боротьбу за владу з іншими мусульманами, але й у вторгненні християнських сил яких розглядав як союзників, адже знехтувані і переслідувані усіма мусульманами, гашишини не були засмучені через поразки сельджуків та інших емірів відмінних мусульманських течій.
Після створення ордена Саббах шукав місце, яке б добре підходило для його штабу, і зупинив вибір на фортеці в Аламуті, в північно-західному Ірані. Досі йдуть сперечки, чи сам Саббах спорудив ту фортецю, чи вона вже була побудована на момент його прибуття. В будь-якому випадку Саббах пристосував фортецю, щоб задовольнити його потреби не тільки для захисту від ворожих сил, але і для ідеологізації своїх послідовників. Після затвердження штабу у фортеці в Аламуті, Саббах почав розширювати свій вплив до сусідніх міст і районів, використовуючи своїх агентів для отримання політичної переваги та залякування місцевого населення.
Витрачаючи більшу частину своїх сил на Аламут, пишучи релігійні твори і розробляючи доктрини для свого ордена, Саббах ніколи більше не залишив свою фортецю за життя. Він заснував таємне товариство найманих асасинів, яке було побудовано з чіткою ієрархічною структурою. Першим йде Саббах «Великий Начальник Ордена», за ним «Великі пропагандисти», за якими слідують звичайні «Пропагандисти», Рафіки («Товариші») та Лясики («Прихильники»). Саме Лясики ставали однією з найстрашніших ударних сил ордену, їх ще називали, «Фідаї» (самовіддані агенти).
Проте невідомо, як Хасан-і-Саббах міг утримувати «Фідаїв» і примусити їх до такого ступеню лояльності. Найвідоміша теорія виходить з повідомлень Марко Поло під час його подорожей на Схід. Він розповідає історію про «Старого Гостя» (Саббах), який вів до «раю» молодих послідовників за допомогою гашиша, а потім стверджував, що тільки він знає, як їх туди повернути. Вважаючи, що Саббах був або пророком, або магом, його учні думали, що тільки він міг повернути їх назад до «раю», були цілком прихильні до його справи і готові виконувати кожне його прохання. Тим не менш, ця теорія підлягає великій критиці через те, що Саббах помер в 1124, тоді як Марко Поло народився в 1254 році.
Своїм поплічникам Саббах почав доручати вбивства, серед яких були і політики, і великі полководці. Асасини рідко атакували простих громадянин і, як правило, не були ворожими щодо них.
Хоча «Фідаїн» був найменшим рангом у розпорядженні Саббаха, і вони використовувались як пішаки для проведення грандіозних справ, багато часу і багато ресурсів були вкладені в їх підготовку. Ще молоді асасини багато праці вкладали в удосконалення фізичної сили та витривалості, яка буде необхідна їм для вбивств. Проте фізична майстерність не була єдиною рисою, яка мала бути у «Фідаїв». Щоб дістатись до своїх цілей, асасини повинні були бути терплячими, і мати змогу тверезо оцінювати і прораховувати ситуацію. Вони, як правило, були розумні і начитані, тому що повинні були володіти не тільки знаннями про своїх ворогів, але й мали знати свою культуру і рідну мову. Вони були навчені своїми господарями, щоб замаскуватися і потрапити на ворожу територію для виконання вбивств, замість того, щоб просто атакувати ціль в лоб.

## Асасини в літературі
Французький філософ Мішель Монтень (1533—1592) так писав про асасинів (переклад Анатоля Перепаді): «Асасини (по нашому, сказати б, мордівники), плем'я, споріднене з фінікійцями, славляться серед магометан своєю великою побожністю і чистотою звичаїв. За прямий шлях до раю в них вважається убити якогось недовірка. Тим-то траплялося не раз, що не зважаючи на всіляку небезпеку, й прирікаючи себе на загибель, один чи два з них задля такого блага, вирушали мордувати супостата на очах у його охорони. Так було вбито на вулиці рідного міста графа Раймунда Триполітанського.» («Про чесноту», «Проби», книга ІІ).

## Асасини у відеоіграх
Ubisoft випустила серію відеоігор Assassin's Creed із асасинами за головних героїв. 